# Campionato italiano di Formula 3 2007
Il Campionato italiano di Formula 3 2007 è stato la 43º stagione della Formula 3 italiana.
Si è concluso con la vittoria finale di Paolo Nocera su Dallara.

## Gare
01. Adria ( Italia) (30/03-01/04/2007)
Polesitter: Paolo Nocera ( Italia) (Dallara 304-Opel - Lucidi) in 1'11.256
Ordine d'arrivo Gara 1: (19 giri per un totale di 51,338 km)
1. Paolo Nocera ( Italia) (Dallara 304-Opel - Lucidi) in 23'59.393
2. Efisio Marchese ( Italia) (Dallara 303-Opel - Europa Corse) a 0"385
3. Mirko Bortolotti ( Italia) (Dallara 304-Opel - Minardi) a 9"191
4. Giuseppe Termine ( Italia) (Dallara 302-Mugen - Ghinzani) a 10"826
5. Nicola De Marco ( Italia) (Dallara 304-Opel - Lucidi) a 17"415
6. Paolo Bossini ( Italia) (Dallara 302-Mugen - Ghinzani) a 29"402
7. Augusto Scalbi ( Argentina) (Dallara 304-Opel - Minardi) a 31"620
8. Jacopo Faccioni ( Italia) (Dallara 304-Opel - NT) a 34"267
9. Mauro Brozzi ( Italia) (Dallara 394-Fiat - Bellspeed) a 53"028
10. Matteo Cozzari ( Italia) (Dallara 302-Opel - Europa Corse) a 53"326

Ordine d'arrivo Gara 2: (20 giri per un totale di 54,040 km)
1. Paolo Nocera ( Italia) (Dallara 304-Opel - Lucidi) in 25'40.982
2. Efisio Marchese ( Italia) (Dallara 303-Opel - Europa Corse) a 0"385
3. Fabrizio Crestani ( Italia) (Dallara 304-Opel - Minardi) a 0"559
4. Pablo Sánchez ( Messico) (Dallara 304-Opel - Alan) a 7"415
5. Mirko Bortolotti ( Italia) (Dallara 304-Opel - Minardi) a 9"191
6. Giuseppe Termine ( Italia) (Dallara 302-Mugen - Ghinzani) a 10"826
7. Nicola De Marco ( Italia) (Dallara 304-Opel - Lucidi) a 17"415
8. Augusto Scalbi ( Argentina) (Dallara 304-Opel - Minardi) a 31"620
9. Jacopo Faccioni ( Italia) (Dallara 304-Opel - NT) a 34"267
10. Paolo Bossini ( Italia) (Dallara 302-Mugen - Ghinzani) a 39"402

02. Misano ( Italia) (05-06/05/2007)
03. Magione ( Italia) (19-20/05/2007)
04. Imola ( Italia) (02-03/06/2007)
05. Mugello ( Italia) (21-22/07/2007)
06. Varano ( Italia) (01-02/09/2007)
07. Pergusa ( Italia) (06-07/10/2007)
08. Monza ( Italia) (20-21/10/2007)